# John Curry
John Anthony Curry, OBE (ur. 9 września 1949 w Birmingham, zm. 15 kwietnia 1994 w Binton) – brytyjski łyżwiarz figurowy startujący w konkurencji solistów. Mistrz olimpijski z Innsbrucka (1976), uczestnik igrzysk olimpijskich (1972), mistrz świata (1976), mistrz Europy (1976) oraz 5-krotny mistrz Wielkiej Brytanii (1971, 1973–1976).
Curry był osobą homoseksualną. W latach 1980–1982 jego partnerem był brytyjski aktor Alan Bates.
W 1987 zdiagnozowano u niego HIV, a w 1991 AIDS. W ostatnich latach życia wrócił do Anglii i spędził je mieszkając z matką. Curry zmarł 15 kwietnia 1994 na atak serca związany z AIDS w wieku 44 lat.

## Osiągnięcia
| Zawody                               | 69–70          | 70–71          | 71–72          | 72–73          | 73–74          | 74–75          | 75–76          |                |                |                |                |                |                |                |                |                |                |
| Międzynarodowe                       | Międzynarodowe | Międzynarodowe | Międzynarodowe | Międzynarodowe | Międzynarodowe | Międzynarodowe | Międzynarodowe | Międzynarodowe | Międzynarodowe | Międzynarodowe | Międzynarodowe | Międzynarodowe | Międzynarodowe | Międzynarodowe | Międzynarodowe | Międzynarodowe | Międzynarodowe |
| ------------------------------------ | -------------- | -------------- | -------------- | -------------- | -------------- | -------------- | -------------- | -------------- | -------------- | -------------- | -------------- | -------------- | -------------- | -------------- | -------------- | -------------- | -------------- |
| Igrzyska olimpijskie                 |                |                | 10             |                |                |                | 1              |                |                |                |                |                |                |                |                |                |                |
| Mistrzostwa świata                   |                | 14             | 9              | 4              | 7              | 3              | 1              |                |                |                |                |                |                |                |                |                |                |
| Mistrzostwa Europy                   | 12             | 7              | 5              | 4              | 3              | 2              | 1              |                |                |                |                |                |                |                |                |                |                |
| Grand Prix International St. Gervais |                | 1              |                |                |                |                |                |                |                |                |                |                |                |                |                |                |                |
| Krajowe                              |                |                |                |                |                |                |                |                |                |                |                |                |                |                |                |                |                |
| Mistrzostwa Wielkiej Brytanii        | 2              | 1              |                | 1              | 1              | 1              | 1              |                |                |                |                |                |                |                |                |                |                |

## Nagrody i odznaczenia
- Światowa Galeria Sławy Łyżwiarstwa Figurowego – 1991[8]
- Order Imperium Brytyjskiego (OBE – Oficer orderu) – 1976[9]